# الإماراتيين في المملكة المتحدة

الإماراتيين في المملكة المتحدة هم مواطنون إماراتيون مغتربون إماراتيون في المملكة المتحدة. عددهم عدة آلاف وتشمل العديد من الطلاب متابعة التعليم العالي.

## التركيبة السكانية
في وقت تعداد المملكة المتحدة لعام 2001، كان هناك 5,406 شخص ولدوا في دولة الإمارات العربية المتحدة (الإمارات العربية المتحدة) الذين كانوا يقيمون في المملكة المتحدة. في العام الدراسي 2009/2010، التحق حوالي 400 طالب إماراتي جديد في مختلف مؤسسات التعليم العالي في جميع أنحاء المملكة المتحدة، وبلغ العدد الإجمالي للطلاب المقيدين من الإماراتيين المسجلين في دورات التعليم العالي أكثر من 2800 طالب. وهذا يمثل النمو من 2005/2006، عندما بلغ عدد السكان 2000، وهو بحد ذاته زيادة بنسبة 15 في المائة عن العام الدراسي السابق. في العام الدراسي 2002/2003، كان هناك 1400 طالب. تظل المملكة المتحدة واحدة من أفضل الخيارات للعمل أو الدراسة أو السياحة في الخارج بين مواطني دولة الإمارات العربية المتحدة. اعتبارا من عام 2013، كان ما يصل إلى 3200 طالب من دولة الإمارات العربية المتحدة يتابعون التعليم في المملكة المتحدة.
وفقاً لأرقام الحكومة الإماراتية، بين عامي 1990 و 2012، أصبح حوالي 250 مواطناً إماراتياً مواطنين بريطانيين. لا تسمح الإمارات العربية المتحدة بالجنسية المزدوجة.

## تواصل اجتماعي
تعد بريطانيا واحدة من الوجهات الأكثر شعبية بالنسبة للمغتربين في الإمارات العربية المتحدة وهي الخيار الأكثر شعبية بين الطلاب الإماراتيين المسافرين إلى الخارج لتعليمهم العالي. حوالي 40,000 إماراتي يزورون المملكة المتحدة كل عام. تلقى العديد من قادة الإمارات العربية المتحدة تعليمهم في جامعات ومؤسسات المملكة المتحدة. قيل إن الصعوبات اللغوية والصعوبات الثقافية التي تعيش خارج «منطقة الراحة» والظروف المناخية المختلفة هي صعوبات دائمة للطلبة الإماراتيين الجدد في المملكة المتحدة. يعتبر فرع لندن لبنك دبي الوطني واحداً من الأماكن الاجتماعية المركزية للمجتمع الإماراتي في العاصمة. يميل الطلاب اإلماراتيون إلى الحتفاظ بممارسات ثقافية ودينية معينة عند الدراسة في المملكة المتحدة، وخاصة خالل شهر رمضان المبارك. ينظر الإماراتيون إلى شهر رمضان على أنه وقت يمكنهم الصيام فيه وأكثر من ذلك. كما أنها فترة من التفاعل، وهو شيء يفتقدونه خلال فترة وجودهم في لندن.
أصدرت حكومة الإمارات العربية المتحدة نسختها الخاصة من خريطة لندن السياحية للإماراتيين الذين يزورون المملكة المتحدة، مع خريطة تحدد «المناطق الخطرة» لتجنبها. وجاء التحذير كإجراء بعد حوادث الاحتيال والسرقة والهجمات على مواطنين إماراتيين في لندن.

## مشاهير
من بين أبرز المغتربين الإماراتيين في المملكة المتحدة:
- ليلى كليف، مغنية وكاتبة أغاني ومديرة أفلام
- مهدي التاجر، رجل أعمال.
- سعيد بن سرور، مدرب سباقات الخيل لشركة جودلفين مستقرة في نيوماركت، سوفولك.
- سليمان حامد المزروعي، سفير الإمارات في لندن.